# Epupa

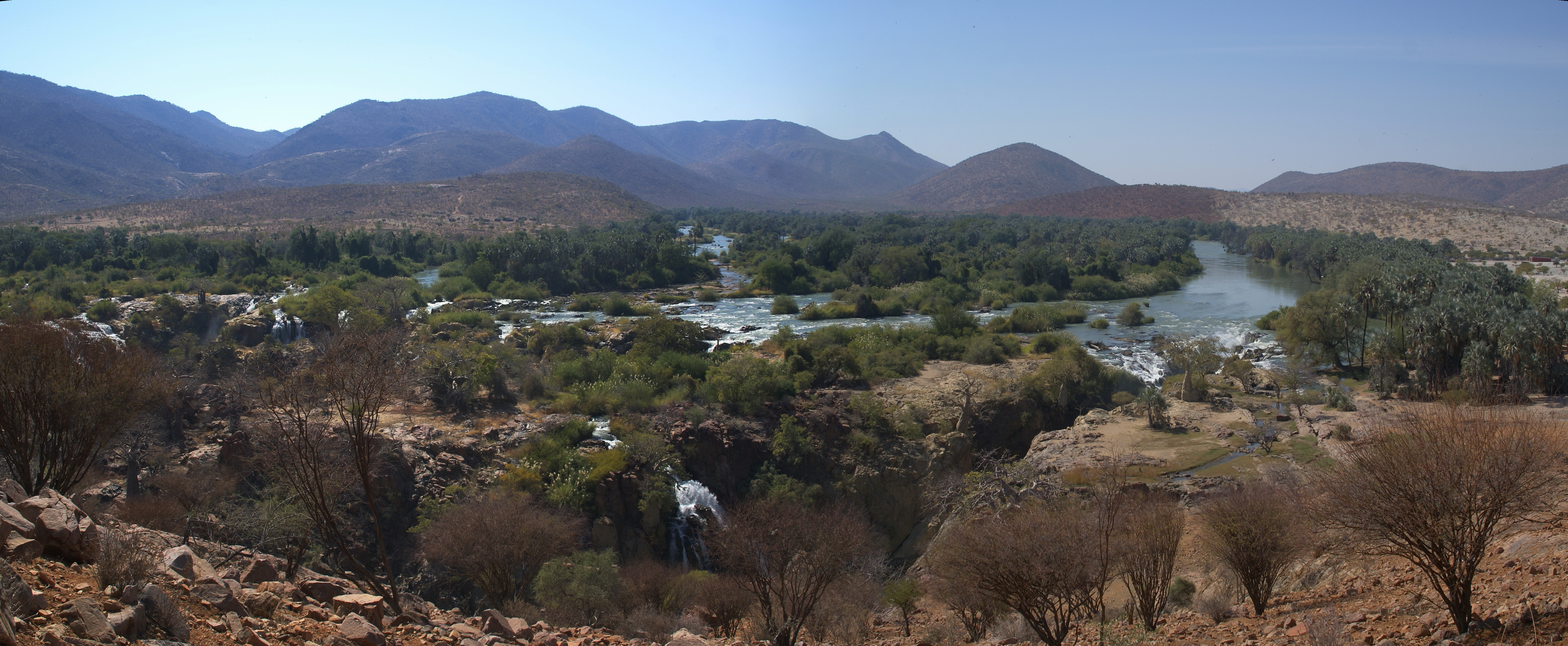
Epupafälle

Wahlkreiskarte von Epupa

Epupa (Otjiherero für Fallendes Wasser) ist eine Ansiedlung im gleichnamigen Wahlkreis mit einer Fläche von 23.518 km² und 17.696 Einwohnern (Stand 2011).
Epupa liegt am Kunene im Gebiet der Himba, wo sich auch die gleichnamigen Epupafälle befinden.
Koordinaten: 17° 0′ S, 13° 15′ O